# Aldo Campatelli
Aldo Campatelli (Milano, 7 aprile 1919 – Milano, 3 giugno 1984) è stato un calciatore e allenatore di calcio italiano, di ruolo centrocampista.
È scomparso nel 1984 all'età di 65 anni.

## Carriera

### Calciatore

Con la maglia dell'Inter

Esordisce giovanissimo in serie A il 22 novembre 1936 (Ambrosiana-Torino 1-0) con la maglia dell'Inter, società a cui rimane legato per gran parte della sua carriera. Inizia a giocare attaccante, per poi arretrare il suo raggio d'azione a centrocampo. A 20 anni è già titolare della squadra nerazzurra e ben presto si guadagna la convocazione in Nazionale, in cui esordisce l'11 giugno 1939 (Romania-Italia 0-1).
Esempio di fedeltà alla maglia, per anni è una colonna insostituibile della metà campo interista. In nerazzurro gioca ben 297 partite realizzando 39 reti. Nel 1948 compare, insieme ad altri calciatori, nel film 11 uomini e un pallone, diretto da Giorgio Simonelli, nella parte di se stesso. Alla fine della stagione 1949-1950, dopo aver vinto due scudetti e una Coppa Italia, lascia la squadra nerazzurra per trasferirsi al Bologna, dove gioca tre stagioni. Conta 7 presenze in azzurro e partecipa ai mondiali brasiliani del 1950.

### Allenatore
Appesi gli scarpini al chiodo, Campatelli comincia la carriera da allenatore, venendo chiamato a più riprese a guidare la "sua" squadra nerazzurra, con risultati altalenanti dato che non è ancora la Grande Inter di Angelo Moratti. È allenatore anche, fra le altre, di Lanerossi Vicenza e Genoa.

## Statistiche

### Cronologia presenze e reti in nazionale
| Cronologia completa delle presenze e delle reti in nazionale ― Italia | Cronologia completa delle presenze e delle reti in nazionale ― Italia | Cronologia completa delle presenze e delle reti in nazionale ― Italia | Cronologia completa delle presenze e delle reti in nazionale ― Italia | Cronologia completa delle presenze e delle reti in nazionale ― Italia | Cronologia completa delle presenze e delle reti in nazionale ― Italia | Cronologia completa delle presenze e delle reti in nazionale ― Italia | Cronologia completa delle presenze e delle reti in nazionale ― Italia |
| Data                                                                  | Città                                                                 | In casa                                                               | Risultato                                                             | Ospiti                                                                | Competizione                                                          | Reti                                                                  | Note                                                                  |
| --------------------------------------------------------------------- | --------------------------------------------------------------------- | --------------------------------------------------------------------- | --------------------------------------------------------------------- | --------------------------------------------------------------------- | --------------------------------------------------------------------- | --------------------------------------------------------------------- | --------------------------------------------------------------------- |
| 11-6-1939                                                             | Bucarest                                                              | Romania                                                               | 0 – 1                                                                 | Italia                                                                | Amichevole                                                            | -                                                                     |                                                                       |
| 14-4-1940                                                             | Roma                                                                  | Italia                                                                | 2 – 1                                                                 | Romania                                                               | Amichevole                                                            | -                                                                     |                                                                       |
| 5-5-1940                                                              | Milano                                                                | Italia                                                                | 3 – 2                                                                 | Germania                                                              | Amichevole                                                            | -                                                                     |                                                                       |
| 5-4-1942                                                              | Genova                                                                | Italia                                                                | 4 – 0                                                                 | Croazia                                                               | Amichevole                                                            | -                                                                     |                                                                       |
| 19-4-1942                                                             | Milano                                                                | Italia                                                                | 4 – 0                                                                 | Spagna                                                                | Amichevole                                                            | -                                                                     |                                                                       |
| 9-11-1947                                                             | Vienna                                                                | Austria                                                               | 5 – 1                                                                 | Italia                                                                | Amichevole                                                            | -                                                                     |                                                                       |
| 25-6-1950                                                             | San Paolo                                                             | Svezia                                                                | 3 – 2                                                                 | Italia                                                                | Mondiali 1950 - 1º turno                                              | -                                                                     |                                                                       |
| Totale                                                                |                                                                       | Presenze                                                              | 7                                                                     |                                                                       | Reti                                                                  | 0                                                                     |                                                                       |

## Palmarès

### Giocatore
- Campionato italiano: 2

Inter: 1937-1938, 1939-1940
- Coppa Italia: 1

Inter: 1938-1939

### Allenatore
- Campionato italiano di Serie B: 1

L.R. Vicenza: 1954-1955